# Quartier de l'Orangerie (Strasbourg)
Le quartier de l'Orangerie est un quartier de Strasbourg.
Administrativement, il est regroupé avec le quartier du Conseil des XV pour former l'ensemble Orangerie - Conseil des XV.

## Localisation
Le quartier se situe au nord-est de la Grande Île, le centre historique de la ville, et fait partie de la Neustadt.
Il est délimité à l'est par le quartier du Conseil des XV, au nord-ouest par le Wacken, au nord-est par la Robertsau, au sud-ouest par le quartier Centre - République.
Ce quartier est célèbre pour les institutions européennes qui y sont installées, notamment le Conseil de l'Europe et le Parlement Européen.
Essentiellement résidentiel, l'Orangerie est le quartier qui abrite le plus grand nombre de consulats et de représentations diplomatiques de la ville.
Son nom lui vient du parc de l'Orangerie.

## Résidents et niveau de vie
Le quartier de l'Orangerie est très recherché par les hauts fonctionnaires (diplomates, inspecteurs des finances...), les professions libérales (architectes, notaires, avocats...) et les familles bourgeoises de Strasbourg.
Cet attrait s'explique par l'architecture de style germanique de la fin du XIXe siècle du quartier mais également par la proximité des institutions européennes et les nombreuses représentations diplomatiques (consulats).
L'Orangerie est également le quartier possédant la plus grande surface d'espaces verts de la ville avec le parc de l'Orangerie d'une superficie  de 26 hectares.
En 2009, les prix du quartier y sont les plus élevés de Strasbourg avec un prix au mètre carré pouvant aller jusqu'à 4 500 € pour un bien doté d'une vue sur le parc.

## Transports en commun
Les stations Universités et Observatoire des lignes de tramway C, E et F se trouvent au sud du quartier, sur le boulevard de la Victoire.
Le quartier est par ailleurs parcouru par plusieurs lignes de bus : C1, 2, C6, 15, 30, 72 et N2.